# التهاب الجلد حول العين
التهاب الجلد حول العين أو حول الحجاج أو حول المحجر (بالإنجليزية: Periorbital dermatitis أو periocular dermatitis)‏ هي حالة جلدية ونوع مختلف من التهاب الجلد حول الفم يحدث في الجفن الأسفل وكذلك الجلد المجاور للجفنين الأسفل والأعلى.